# 佐洛塔多利納

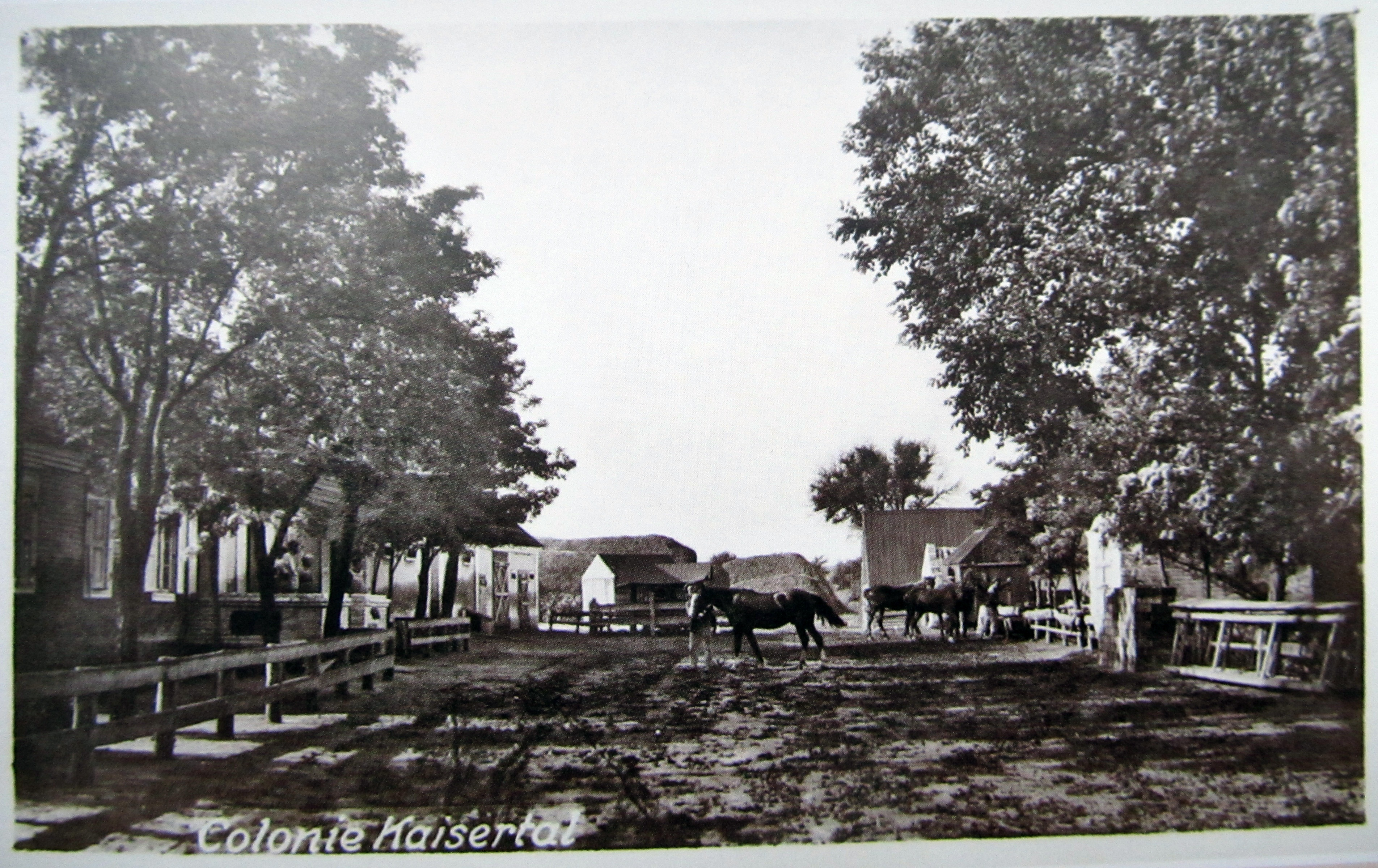

46°44′43″N 35°6′8″E / 46.74528°N 35.10222°E
佐洛塔多利納（烏克蘭語：Золота Долина）是位於烏克蘭東南部的村莊，由扎波羅熱州梅利托波爾區的塞梅尼夫卡市鎮負責管轄。該村始建於1838年，面積0.75平方公里，海拔高度17米，2001年人口139，人口密度每平方公里185.8人。